# Billroth II

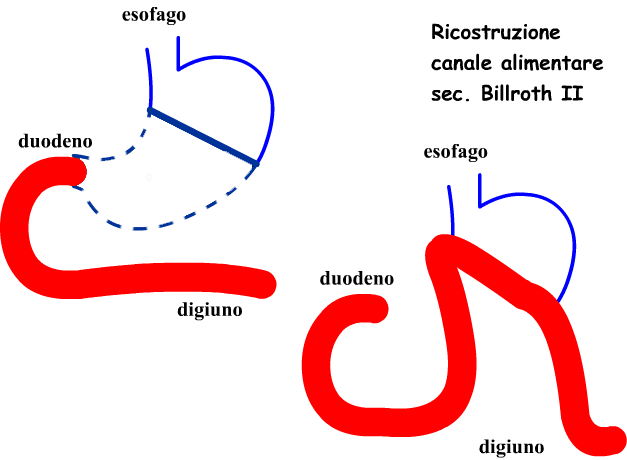
Canale alimentare: prima e dopo l'operazione

Con il termine  Billroth II , più correttamente operazione di Billroth II si intende un intervento chirurgico con il quale si procede alla rimozione della porzione inferiore dello stomaco e alla successiva anastomosi con la seconda ansa digiunale. L'operazione è anche chiamata "gastrodigiunostomosi termino-laterale"

## Storia
Il nome lo si deve a Christian A. Billroth, chirurgo austriaco. Tale pratica fu da lui ideata nel 1881.

## Intervento
In tale caso l'anastomosi avviene tra la trancia gastrica e la prima porzione dell'intestino tenue.

### Varianti
- Tecnica Kroenlein: prevede anastomosi totale e la posizione ante-colica dell'ansa rispetto al colon trasverso.
- Tecnica Reichel-Polya: prevede anastomosi totale e la posizione retro-colica dell'ansa rispetto al colon trasverso.
- Tecnica Hoffmeister-Finsterer: prevede anastomosi parziale (la parte superiore o quella inferiore) e la posizione retro-colica dell'ansa rispetto al colon trasverso.

## Differenze con altre operazioni chirurgiche
A differenza della Billroth I qui non si mantiene il transito duodenale, si osservano maggiori complicanze post-intervento, la tecnica è più complicata e la durata dell'intervento è maggiore.

## Complicanze
Fra le varia complicanze riportate:
- Sindrome dell'ansa afferente, particolare quadro clinico caratterizzato da reflusso biliare,
- litiasi colecistica